# Разун-Антерсельва
Разен-Антгольц (нім. Rasen-Antholz), Разун-Антерсельва (італ. Rasun Anterselva) — муніципалітет в Італії, у регіоні Трентіно-Альто-Адідже,  провінція Больцано.
Разен-Антгольц розташований за 560 км на північ від Рима, 115 км на північний схід від Тренто, 70 км на північний схід від Больцано.
Населення — 2857 осіб (2014).

## Населені пункти
- Антгольц-Міттерталь (Антерсельва-ді-Меццо, нім. Antholz Mittertal, італ. Anterselva di Mezzo)
- Антгольц-Нідерталь (Антерсельва-ді-Сотто, нім. Antholz Niedertal, італ. Anterselva di Sotto)
- Антгольц-Оберталь (Антерсельва-ді-Сопра, нім. Antholz Obertal, італ. Anterselva di Sopra)
- Нідерразен (Разун-ді-Сотто, нім. Niederrasen, італ. Rasun di Sotto) — административный центр коммуны
- Нойнгойзерн (Нове-Казе, нім. Neunhäusern, італ. Nove Case)
- Оберразен (Разун-ді-Сопра, нім. Oberrasen, італ. Rasun di Sopra)

## Демографія
Населення за роками:

Станом на 1 січня 2023 року в муніципалітеті офіційно проживало 177 іноземців з 25 країн, серед них 78 громадян країн Євросоюзу та 4 громадяни України.

## Спорт

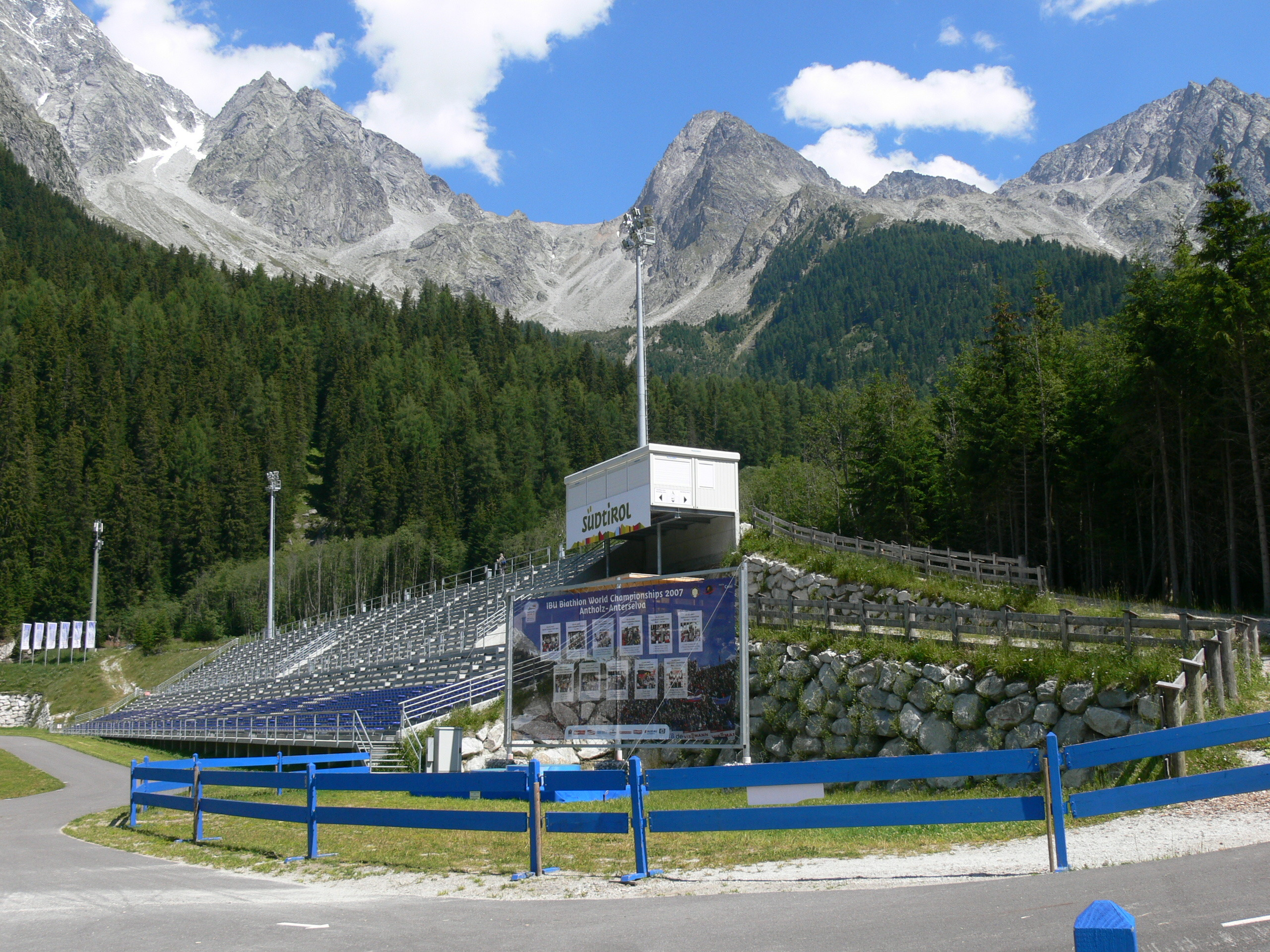
Зюдтіроль-Арена влітку 2008 року

В комуні розташований біатлонний стадіон  «Зюдтіроль-Арена» (нім. Südtirol Arena, італ. Arena Alto Adige),  де регулярно проходять етапи кубка світу з біатлону. На базі існуючого тут біатлонного комплексу 6 разів проводились чемпіонати світу з біатлону (1975, 1976, 1983, 1995, 2007, 2020).

## Сусідні муніципалітети
- Бруніко
- Кампо-Турес
- Монгуельфо-Тезідо
- Перка
- Санкт-Якоб-ін-Деферегген (Австрія)
- Вальдаора
- Валле-ді-Казієс